# Nyköpings Sankt Nicolai församling
För S:t Nicolai församling i Stockholm, se Storkyrkoförsamlingen
Nyköpings Sankt Nicolai församling var en församling i Nyköpings kontrakt i Strängnäs stift. Församlingen låg i Nyköpings kommun i Södermanlands län och utgjorde ett eget pastorat. Församlingen uppgick 2014 i Nyköpings församling.

## Administrativ historik
Församlingen bildades 1953 genom sammanslagning av Nyköpings västra församling och Nikolai församling.
Församlingen uppgick 2014 i Nyköpings församling.

## Organister
| Verksam   | Namn              | Levnadstid | Övrigt    |
| --------- | ----------------- | ---------- | --------- |
| 1960–1964 | Bengt Hugo Nelvig | 1919–      | Organist. |

## Kyrkor
- Sankt Nicolai kyrka
- Sankta Katarina kyrka